# Bernhard Lichtenberg
Pour les articles homonymes, voir Lichtenberg.
Bernhard Lichtenberg, né le 3 décembre 1875 à Ohlau, arrondissement d'Ohlau en Silésie prussienne, mort le 5 novembre 1943 à Hof en Bavière, est un prêtre catholique allemand, qui s’est opposé au régime nazi. Il compte au nombre des Justes parmi les nations au mémorial de Yad Vashem. En 1965, le réalisateur ouest-allemand Peter Beauvais lui consacre le film Bernhard Lichtenberg (de). Il fut béatifié en 1996, en même temps que Karl Leisner.

## Biographie
Fils d'un marchand, il étudie la théologie catholique de 1895 à 1898 à l'université d'Innsbruck, puis à Breslau, où il est ordonné prêtre en 1899. Il a commencé sa carrière ecclésiastique à Neisse ; à partir de 1910, il fut prêtre assistant à l'église Saint-Georges de Pankow près de Berlin. De 1913 à 1930 il est curé de la paroisse du Sacré-Cœur à Charlottenbourg. Au cours de la Première Guerre mondiale, il est mobilisé dans un régiment de fantassins. Il reçoit une médaille de la Croix-Rouge. En 1930, l’évêque Christian Schreiber, pasteur du nouveau diocèse de Berlin, l’appelle au chapitre de la cathédrale Sainte-Hedwige, puis, en 1938, il est nommé prévôt de la cathédrale.
Lichtenberg s'engage très tôt dans la politique. En 1913, il est élu au conseil municipal de Charlottenburg sous l’étiquette du parti catholique, le Zentrum. À partir de 1920, l'année à laquelle la commune est incorporée à Grand Berlin, il est député au district de Wedding. En 1931, Lichtenberg appelle publiquement à regarder le film À l'Ouest, rien de nouveau (d’après le roman d’Erich Maria Remarque), interdit par le « Film-Oberprüfstelle », le comité de censure cinématographique de l'époque. Joseph Goebbels, le futur ministre de la Propagande nazi, lance alors une campagne d’intimidation contre Lichtenberg. En 1933, après la prise de pouvoir des nazis, le logement de Lichtenberg est fouillé par la Gestapo. En 1935, ayant appris la réalité des camps de concentration, il proteste dans une lettre adressée à Hermann Göring.
En novembre 1938, Bernhard Lichtenberg est témoin des pogroms contre les Juifs. Le soir même, il déclare au cours de son sermon à la cathédrale Sainte-Edwige de Berlin : « Dehors, la synagogue est en train de brûler, celle-là aussi est une maison de Dieu ». Il décide également de prier publiquement chaque soir au cours de l’office des Vêpres « pour les chrétiens non-aryens persécutés, pour les juifs ». Il étendra par la suite sa prière aux détenus des camps de concentration.
Le 23 octobre 1941, il est arrêté par les SS, emprisonné et torturé. En septembre 1943, il reçoit une visite en prison de son évêque. Konrad von Preysing lui apporte un message personnel du pape Pie XII. En 1943, il est déporté au camp de concentration de Dachau. Mais, malade du cœur, il meurt au cours de son transfert le 5 novembre 1943, dans des conditions non élucidées. Son corps est transporté pour ses funérailles le 16 novembre à l’église Saint-Sébastien, qui n’est pas encore détruite, puis inhumé au cimetière Sainte-Edwige et enfin transféré en 1965 dans la crypte de la cathédrale Sainte-Edwige de Berlin.

## Béatification
Le 23 juin 1996, Jean-Paul II a béatifié Bernhard Lichtenberg, au stade olympique de Berlin, en même temps que Karl Leisner, jeune prêtre qui avait été ordonné clandestinement dans le camp de Dachau par Gabriel Piguet, évêque de Clermont-Ferrand, lui aussi détenu.

## Compositions
- Motet : Psalm 59. Mit zwei Meditationen von Bernhard Lichtenberg, Sopran Solo, gemischter Chor, Orgel und Streichquintett von Helge Jung, Berlin, 1988 (prologue : Die grüne Saat, psaume : Errette mich, mein Gott, beschütze mich, épilogue I : Gott ist die Liebe, épilogue II : Wer mich vor den Menschen bekennt). Première : Chor der Hedwigskathedrale Berlin, Michael Witt.
- Chanson : Dein Volk die dunklen Zeiten. Texte et mélodie : Florian Wilkes, Berlin, 1995.
- Chanson : Laßt uns den sel'gen Bernhard loben. Texte : Josef Steiner, Berlin, 1996. Mélodie : Gotteslob no 262, Loys Bourgeois, 1551. Dans : Diözesananhang zum Gotteslob des Erzbistums Berlin.
- Cantate : Wer glaubt kann widerstehn, Bernhard-Lichtenberg-Cantate pour locuteur, voix, chœur (SATB) et instruments. Texte et musique : Ludger Stühlmeyer. Première : 31 octobre 1999, ZDF, Konzertchor der Hofer Symphoniker, Gottfried Hoffmann[1].
- Chanson : Gepriesen bist du, herrlicher Gott, für Bernhard, den seligen Priester. Texte : Alois Albrecht, mélodie : Ludger Stühlmeyer, Hof 2012.
- Vêpres : Ludger Stühlmeyer (texte et musique), Gerechter unter den Völkern. Vesper zu Ehren des seligen Bernhard Lichtenberg. Mit einer Biografie und Zitaten. Geleitwort von Nuntius Eterovic. Verlag Sankt Michaelsbund, München, 2017  (ISBN 978-3-943135-90-9)[2].

## Écrits
- Barbara Stühlmeyer, Ludger Stühlmeyer, Bernhard Lichtenberg. Ich werde meinem Gewissen folgen, Topos plus Verlagsgemeinschaft Kevelaer, 2013  (ISBN 978-3-836708-35-7).